# Uttersjön (Björna socken, Ångermanland)
Uttersjön är en sjö i Örnsköldsviks kommun i Ångermanland och ingår i Moälvens huvudavrinningsområde. Sjön har en area på 0,425 kvadratkilometer och ligger 127,9 meter över havet. Uttersjön ligger i Moälven Natura 2000-område. Sjön avvattnas av vattendraget Utterån.

## Delavrinningsområde
Uttersjön ingår i det delavrinningsområde (705452-162389) som SMHI kallar för Utloppet av Uttersjön. Medelhöjden är 149 meter över havet och ytan är 1,5 kvadratkilometer. Räknas de 26 avrinningsområdena uppströms in blir den ackumulerade arean 227,39 kvadratkilometer. Utterån som avvattnar avrinningsområdet har biflödesordning 2, vilket innebär att vattnet flödar genom totalt 2 vattendrag innan det når havet efter 50 kilometer. Avrinningsområdet består mestadels av skog (46 procent) och jordbruk (12 procent). Avrinningsområdet har 0,4 kvadratkilometer vattenytor vilket ger det en sjöprocent på 26,7 procent.